# Dyschiriognatha upoluensis
Dyschiriognatha upoluensis là một loài nhện trong họ Tetragnathidae.
Loài này thuộc chi Dyschiriognatha. Dyschiriognatha upoluensis được miêu tả năm 1955 bởi Marples.